# Komeito
Komeito is een sociaal-conservatieve Japanse politieke partij, gebaseerd op het Nichiren-boeddhisme.
Deze partij werd gesticht door Daisaku Ikeda en wordt voor een groot deel gedragen door de Soka Gakkai beweging.
De doelstellingen zijn onder meer de mens centraal te stellen in de politiek en de bureaucratie te verminderen. Ze mikt ook op de private inbreng te vergroten en op meer transparantie in de politiek.